# Corps canadien
Le Corps canadien était un corps d'armée de la Première Guerre mondiale. Il prit part à la bataille de la crête de Vimy et l'offensive des Cent-Jours du Canada.
Durant la Seconde Guerre mondiale, il fut renommé 1er Corps canadien.

## Première Guerre mondiale
Le corps fut créé en septembre 1915, à la suite de l'arrivée de la 2e Division canadienne en France. En décembre 1915 on y ajouta la 3e Division canadienne puis la 4e Division canadienne en août 1916. L'organisation de la 5e Division canadienne débutait en février 1917, mais elle fut fondue dans les autres divisions en février 1918.
Le Corps expéditionnaire canadien a perdu 60 661 hommes au cours de la guerre.
La bataille de la crête de Vimy donna lieu à de nombreux sacrifices, commémorés depuis 2003 le 9 avril, date du début de la bataille, par le « Vimy Ridge Day ». Cette bataille démontra la capacité du Canada à organiser et effectuer une opération militaire d'envergure.

## Seconde Guerre mondiale
Le Corps canadien est le premier corps militaire des Forces armées canadiennes à avoir été établi lors de la Seconde Guerre mondiale. Il fut opérationnel le 24 décembre 1940 au Royaume-Uni. Il a été commandé par le lieutenant-général Andrew McNaughton (décembre 1940 à décembre 1941) et le lieutenant-général Harry Crerar (23 décembre 1941 au 6 avril 1942). Le corps fut nommé 1er Corps canadien et intégré à la 1re Armée canadienne à la suite de l'augmentation des effectifs des forces expéditionnaires canadiennes au Royaume-Uni.